# 타완 탐롱나와사왓
타완 탐롱나와사왓(태국어: ถวัลย์ ธำรงนาวาสวัสดิ์, 1901년 11월 21일 ~ 1988년 12월 3일)은 1946년부터 1947년까지 태국의 8번째 총리였다. 정치인이 되기 전에는 해군 소장으로 복무했다.

## 경력
중국계 해군 장교였던 탐롱은 제2차 세계 대전 당시 항일 자유 태국 운동의 주도적인 일원이었다. 1946년 8월 23일, 그는 쁘리디 파놈용의 뒤를 이어 태국의 총리로 선출되었다. 그러나 1947년 11월 8일 쁠랙 피분송크람이 주도한 군사 쿠데타에 의해 공직에서 물러났다. 이후 쿠앙 아파이웡이 수상의 자리에 올랐다.
라마 7세가 왕위에서 물러난 후, 탐롱은 정부에 의해 대표부의 지도자로 임명되어 어머니와 두 형제와 함께 스위스에 살고 있던 아난타 마히돈 왕자를 초대하여 짜끄리 왕조의 라마 8세로 왕위에 올랐다.
그러나 정치적 동요로 인해 1947년 11월 8일 핀 춘하완이 이끄는 군인들 사이에서 쿠데타가 일어나 탐롱은 나라를 떠나 한동안 홍콩에 머물러야 했다. 탐롱이 태국으로 돌아왔을 때, 그는 헌법 입안 의회의 의원으로 임명되었다. 그 후, 그는 비교적 조용한 삶을 살았다.

## 사망
타완 탐롱나와사왓은 1988년 12월 3일 프라몽쿳클라오 병원에서 87세의 나이로 사망했으며, 수상으로 재임한 최초이자 유일한 해군 장교이다.